# Argentinische Volleyballnationalmannschaft der Männer
Die argentinische Volleyballnationalmannschaft der Männer ist eine Auswahl der besten argentinischen Spieler, die die bei internationalen Turnieren und Länderspielen repräsentiert. Die Argentinier waren in den 1980er Jahren Dritter bei der Weltmeisterschaft und den Olympischen Spielen. Nach Brasilien sind sie die zweiterfolgreichste Mannschaft in Südamerika.

## Geschichte

### Weltmeisterschaft

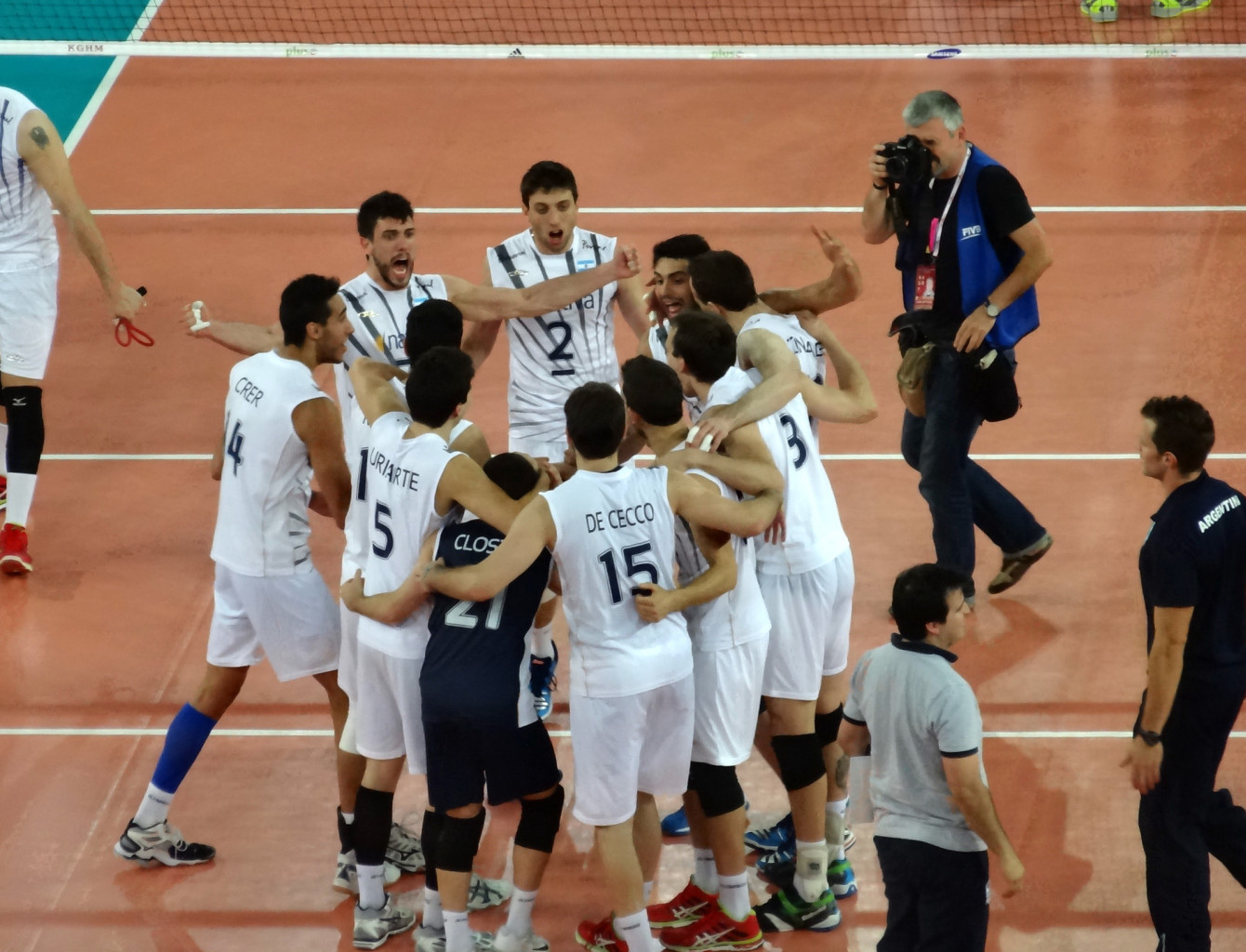
Argentinien gegen die USA bei der WM 2014

Bei der Volleyball-Weltmeisterschaft 1960 waren die Argentinier zum ersten Mal dabei und belegte den elften Rang. 1978 nahmen sie wieder teil und kamen auf den 22. Platz. 1982 gewannen sie als Gastgeber das Spiel um den dritten Platz gegen Japan. Bei den Turnieren 1986 und 1990 kamen sie als Siebter und Sechster ebenfalls in die Top 10. Die nächsten beiden Weltmeisterschaften liefen mit den Plätzen 13 und 11 schlechter. 2002 wurden die Argentinier mit Heimvorteil wieder Sechster. Bei der WM 2006 schieden sie in der zweiten Gruppenphase aus. 2010 kamen sie in die dritte Runde. Das Turnier 2014 endete für sie wieder in der zweiten Runde. Dieses Ergebnis gab es auch bei der WM 2018. Bei der WM 2022 scheiterte Argentinien im Viertelfinale.

### Olympische Spiele
Argentinien war 1984 erstmals beim olympischen Turnier vertreten und erreichte den sechsten Rang. Vier Jahre später gab es bei den Spielen in Seoul mit dem Gewinn der Bronzemedaille den bisher größten Erfolg. 1996 kamen die Argentinier auf den achten Platz. 2000 in Sydney unterlagen sie im Bronze-Spiel gegen Italien. Gegen den gleichen Gegner schieden sie 2004 in Athen im Viertelfinale aus. Für Peking 2008 qualifizierten sie sich nicht. 2012 in London verloren sie das südamerikanische Viertelfinale gegen Brasilien. 2016 in Rio de Janeiro gab es das Duell wieder mit dem besseren Ende für die Gastgeber. Bei den 2021 in Tokio ausgetragenen Spielen von 2020 gewannen sie die Bronzemedaille. Bei den Spielen 2024 in Paris schied das Team in der Vorrunde aus.

### Südamerikameisterschaft
Bei der ersten Volleyball-Südamerikameisterschaft 1951 und beim Turnier 1958 belegten die Argentinier jeweils den vierten Rang. 1961 belegten sie den dritten Platz. Ein Jahr später unterlagen sie erst im Finale gegen Brasilien. 1964 gewannen sie als Gastgeber im Finale gegen Venezuela ihren bislang einzigen Titel bei der kontinentalen Meisterschaft. Nach einem verpassten Turnier wurden sie 1969 Fünfter. 1971 waren sie wieder Dritter und zwei Jahre später verloren sie das nächste Finale gegen Brasilien. Zwei dritte Plätze folgten, bevor die Argentinier 1979 zuhause nicht über den fünften Rang hinauskamen. Nach dem dritten Platz 1985 wiederholte sich das Duell der Dauerrivalen fünf Mal in Folge, wobei Argentinien alle Endspiele verlor. Unterbrochen von zwei dritten Plätzen 1997 und 2003 ging diese Serie bis 2015 weiter. 2017 wurden die Argentinier erneut Dritter. 2019 unterlagen sie wieder im Finale gegen Brasilien. 2023 gelang der zweite Titel. 

### World Cup
Bei der ersten Teilnahme am World Cup wurden die Argentinier 1985 Fünfter. Zehn Jahre später wurden sie Siebter und 1999 beendeten sie das Turnier auf dem neunten Rang. Bei den Turnieren 2007 und 2011 belegten sie erneut den siebten Platz. 2015 wurden sie Fünfter. Das Ergebnis wiederholten sie beim World Cup 2019.

### Nations League
Bei der ersten Ausgabe der Nations League 2018 kamen die Argentinier auf den 14. Platz. Beim Turnier 2019 verpassten sie als Siebter der Gesamtwertung nur knapp die Finalrunde. 2023 erreichten sie das Viertelfinale und wurden am Ende auf Rang 5 gewertet, dem bis dahin besten Platz ihrer Nations-League-Geschichte.

### Weltliga

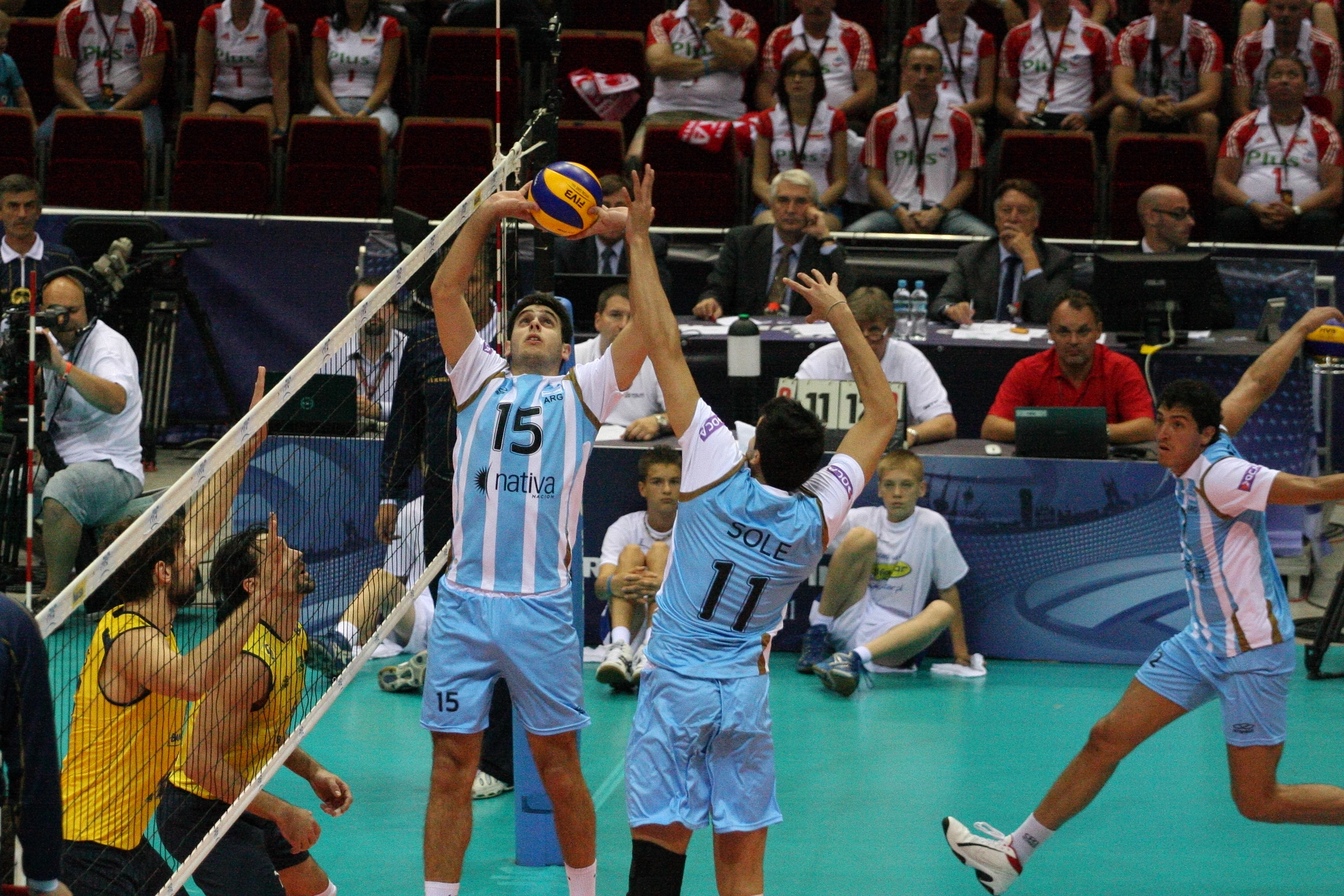
Argentinien gegen Brasilien in der Weltliga 2011

Bei den ersten drei Teilnahmen in der Weltliga verschlechterte sich Argentinien vom siebten Platz 1996 auf den neunten Rang 1998. Danach wurden sie Sechster und Achter, bevor sie 2001 nicht über den 13. Platz hinauskamen. 2002 erreichten sie den neunten Platz. Nach zwei Jahren Pause belegten sie von 2005 bis 2007 die Plätze zehn, sieben und dreizehn. Ihre beste Phase in diesem Wettbewerb hatten sie von 2009 bis 2011 als Fünfter und Vierter. Nach dem zehnten Platz 2012 und dem sechsten Rang 2013 wurden die Ergebnisse in den letzten vier Ausgaben der Weltliga wieder zweistellig.